# Геро (архиепископ Кёльна)

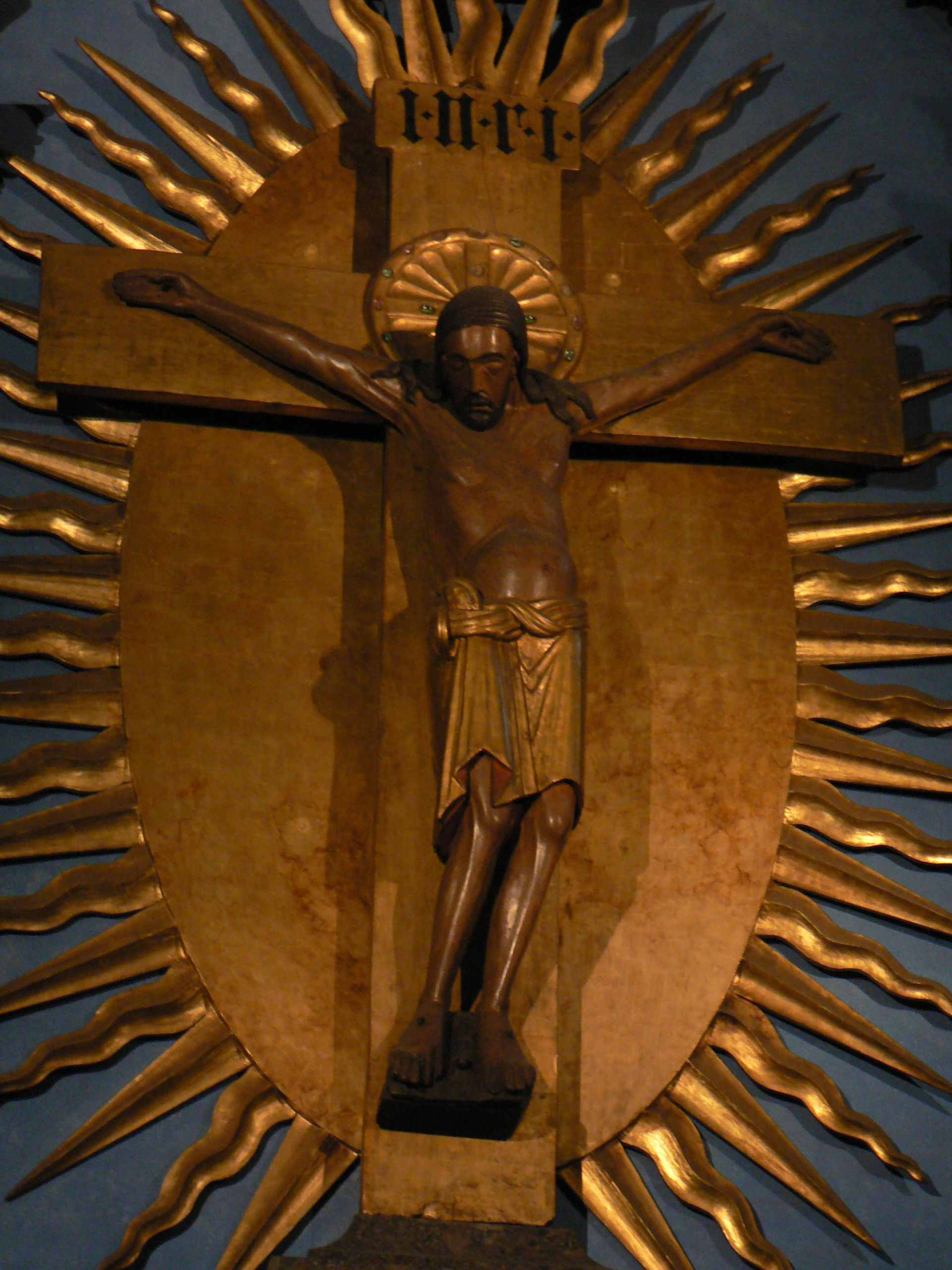
«Распятие Геро», Кёльнский собор, Германия

Ге́ро Святой (Ге́рон, Ге́р; лат. Gero, Geron; 900—28 июня 976, Кёльн, Германия) — святой Римско-католической церкви, архиепископ Кёльна (969—976).

## Биография
Геро был сыном маркграфа Восточной Саксонской марки Кристиана II и племянником маркграфа Геро I Железного.
Свою пастырскую деятельность Геро начал в качестве капеллана императора Священной Римской империи Оттона I Великого. В 969 году Геро был назначен на кафедру Кёльна. 
Геро был посредником при переговорах Оттона I Великого с Византией о браке его сына и наследника Оттона II Рыжего. В 971 году Геро отправился в Константинополь к византийской княжне Феофано, которая впоследствии стала женой императора Священной Римской империи Оттона II. Из Константинополя Геро привёз мощи святого Пантелеимона. 
В 972 году Геро основал бенедиктинское аббатство в Гладбахе. Для кёльнской кафедры по указанию Геро было изготовлено распятие, которое было названо его именем — «Распятие Геро».